# Záchod (karetní hra)

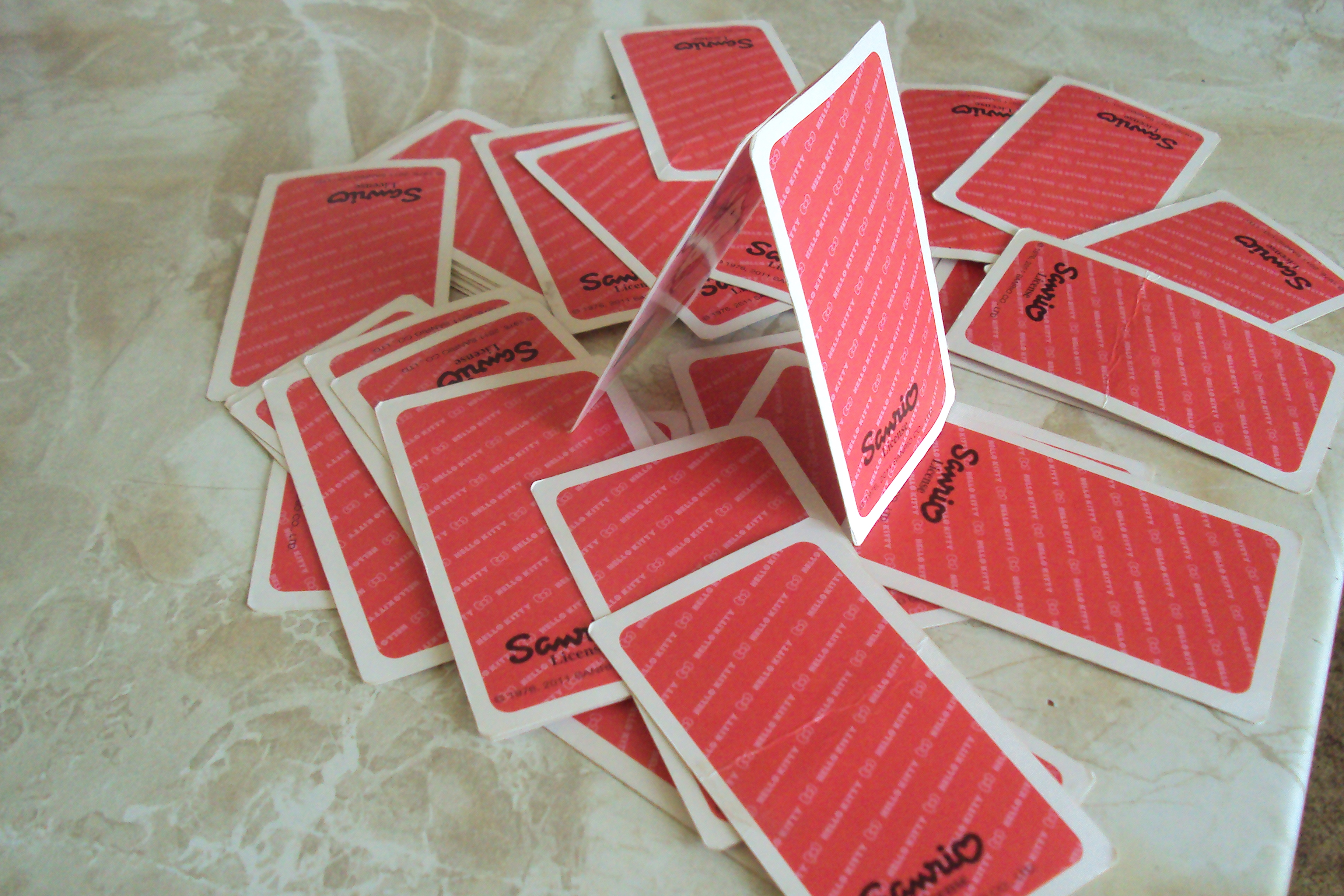
Hra Záchod, úvodní postavení karet

Záchod je název (také zvána hajzl) atypické jednoduché dětské karetní hry pro 2 i více osob. 

## Karty
Hraje se s libovolným druhem a počtem karet. To proto, že slouží jen jako hůlky ve hře Mikádo. Nemíchají se a ani nerozdávají.

## Pravidla hry
Karty se rozprostřou obrázky dolů nepravidelně na stůl či obdobný podklad tak, aby se částečně vzájemně překrývaly. Doprostřed na tuto hromádku se postaví dvojice (ale třeba i čtveřice, šestice) karet tak, že tvoří stříšku (záchod). Hráči pak vytahují zespodu jeden za druhým karty tak, aby stříška nespadla. Komu při vytahování karet stříška – záchod spadne, prohrál. Je možné se dohodnout, že vytahovat můžeme karty oběma rukama (přidržet sousední), ale záchodu se dotýkat nelze. 
"Složitější" varianta hry může spočívat v tom, že stříška je čtyřkaretní, pátá karta se dá navrch a na ni se kladou karty tak, aby "ladily" - na červenou osmičku lze tedy dát jen jakoukoliv osmičku, jakoukoliv červenou či svrškem změnit barvu. Nemá-li hráč vhodnou kartu, musí si vytáhnout zespodu kartu další. Tato verze je složitější, neboť záchod může při kladení karet na střechu spadnout.
Lze pokračovat ve hře tak, že se záchod znovu postaví a pokračuje se v odebírání karet. Komu se podaří vytáhnout zespodu poslední kartu, aniž by záchod spadl, je vítězem hry.
Věkové a jiné omezení pro děti je malé. Jsou doporučené již od 3-4 let, protože není třeba u této hry umět číst, počítat a není nutné ani mluvit.